# Подземная архитектура

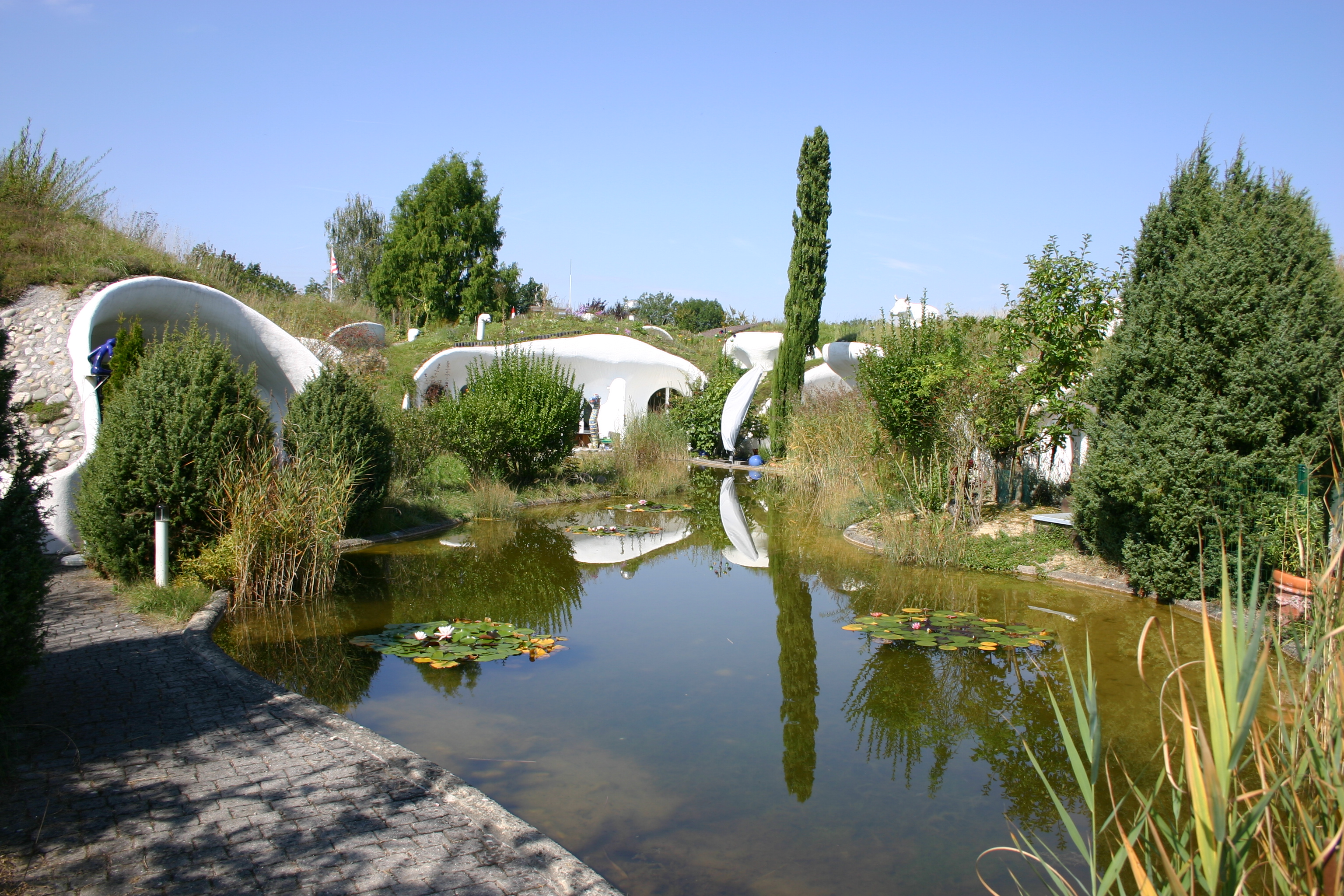
Подземная вилла в Швейцарии

Подземная архитектура — это тип строений, обычно жилых, использующих землю или грунт в качестве составной части: он окружает стены, покрывает крышу или такие сооружения являются полностью подземными. Такие дома стали популярны с середины 1970-х, особенно среди защитников окружающей среды.

## Физическая основа

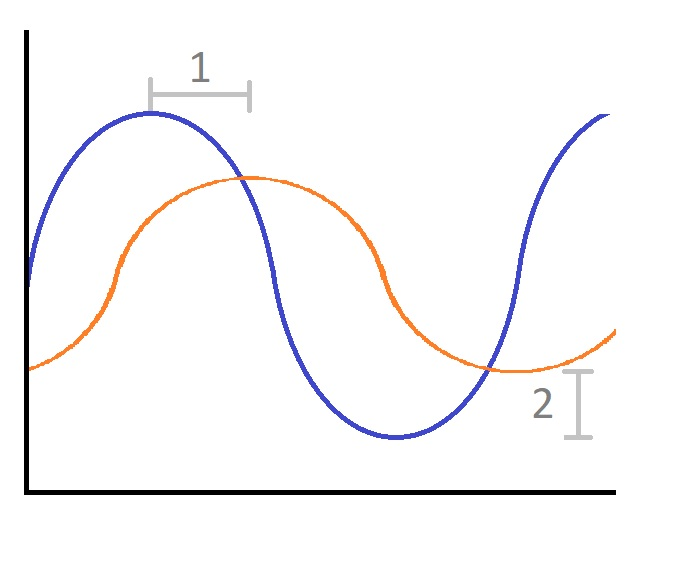
Демонстрация влияния тепловой массы и изоляции подземного сооружения. Ось y — температура; ось x — время. Синяя линия: колебания внешней температуры между дневным максимумом и ночным минимумом (либо колебания от летнего максимума до зимнего минимума). Жёлтая линия — температура внутри. 1: Сдвиг фазы (задержка между максимумом/минимумом температуры внутри/снаружи). 2: Сглаживание амплитуды (максимальной и минимальной температуры внутри относительно внешней).

Земля служит в качестве термически инерциальной массы, сглаживающей колебания наружной температуры и удерживающей стабильную температуру внутри здания, позволяя существенно экономить на охлаждении или обогреве (низкоэнергетический дом, пассивный дом).

## История

### Ранняя история
Подземное строительство — одна из древнейших форм строительства. Считается, что примерно с 15 000 г. до н.э. мигрирующие охотники в Европе использовали дерн и землю для изоляции простых круглых хижин, которые были погружены в землю. Использование той или иной формы такого типа строительства встречается во многих культурах по всему миру. 
Один из старейших примеров, возраст которого насчитывает около 5000 лет, можно найти в Скара-Брей на Оркнейских островах у северной Шотландии. Другой пример — поселение в Меса-Верде на юго-западе США. 
В Северной Америке почти каждая группа коренных американцев в той или иной степени использовала защищенные от земли сооружения. Эти строения были названы «земными домиками». Часто над такими жилищами насыпались массивные курганы. Когда европейцы колонизировали Северную Америку, на Великих равнинах были обычным явлением были дома из дерна.

### 70-80 гг. XX в.
В результате нефтяного кризиса 1973 года цены на нефть резко выросли, что повлияло на огромные социальные, экономические и политические изменения во всем мире. В сочетании с растущим интересом к альтернативному образу жизни общественность США и других стран все больше проявляла интерес к экономии энергии и защите окружающей среды. 
Еще в 1960-х годах в США некоторые новаторы проектировали современные земные укрытия. После нефтяного кризиса и до начала 1980-х годов наблюдалось новое возрождение интереса к строительству подземных домов. Архитектор Артур Квармби завершил строительство подземного здания в Холме, Англия, в 1975 году. Названное «Андерхилл», оно занесено в Книгу рекордов Гиннеса как «первый подземный дом» в Великобритании.

### Наше время
В последние 30 лет подземные дома становятся все более популярными. Техника наиболее распространена в России, Китае и Японии. Возможно, что в Северном Китае больше земных укрытий, чем в любом другом регионе. По оценкам, около 10 миллионов человек живут в подземных домах в этом регионе. 
Некоторые утверждают, что тысячи людей живут под землей в Европе и Америке. Известными европейскими примерами являются «Земляные дома» швейцарского архитектора Петера Ветша. В Швейцарии насчитывается около 50 таких землянок, в том числе жилой комплекс из девяти землянок (Лэттенштрассе в Дитиконе). Возможно, наиболее известными примерами современных землянок в англоязычном мире являются Earthships, бренд солнечных пассивных домов. Earthships сконцентрированы в Нью-Мексико, США, реже встречаются в других точках мира.  

## Примеры

### Австралия
- Кубер-Педи — подземный городок шахтёров

### США
- Дом Билла Гейтса[англ.]
- Подземные сады Форестьере

### Финляндия
- Темппелиаукио

### Швейцария
- Lättenstrasse estate (Подземная усадьба) в Дитиконе

## В популярной культуре
- Раса хоббитов в серии книг Толкина живёт в подземных жилищах, из-за чего одним из популярных названий подобного жилья стал «дом хоббита».
- Герои популярного шоу для детей младшего возраста Телепузики живут в подземном доме под названием «Tubbytronic Superdome».